# Billy Ficca
Billy Ficca, (Delaware, 15 de fevereiro de 1950) é um baterista norte americano mais conhecido por como membro da banda de rock Television.
Ficca já participou da gravação de álbuns de Coyote Shivers, Dave Rave, Glen or Glenda, The Novellas, Eugene Ripper, Shane Faubert, Brian Ritchie e Lach and the Secrets.